# Narcissus × rafaelii
Narcissus × rafaelii là một loài thực vật có hoa lai ghép trong họ Amaryllidaceae. Loài này được Patino & Uribe-Ech. mô tả khoa học đầu tiên năm 2003.